# Вільям Кляйн
Вільям Кляйн (нар. 19 квітня 1926 — пом. 10 вересня 2022) — французький фотограф і режисер американського походження, відомий своїм іронічним підходом до медіа та широким використанням незвичайних технік фотографії у контексті фотожурналістики та модної фотографії. Він посів 25 місце у Списку 100 найвпливовіших професійних фотографів.
Кляйн навчався як художник під керівництвом Фернана Леже, і рано досяг успіху на виставках своїх робіт. Незабаром він перейшов до фотографії та здобув широку популярність як модний фотограф, працюючи для «Вог», а також своїми фотонарисами про різні міста. Він зняв повнометражні ігрові фільми, численні короткометражні та повнометражні документальні фільми та продюсував понад 250 телевізійних рекламних роликів.
Він отримав премію Надара у 1957 році, Столітню медаль Королівського фотографічного товариства та почесне членство (HonFRPS) у 1999 році та нагороду за видатний внесок у фотографію на конкурсі Sony World Photography у 2011 році.
Ретроспективна виставка його робіт «Вільям Кляйн: ТАК: Фотографії, картини, фільми, 1948—2013» демонструвалася в Міжнародному центрі фотографії в Нью-Йорку до 15 вересня 2022 року.

## Життя та творчість
Кляйн народився в Нью-Йорку в бідній єврейській родині. Він достроково закінчив середню школу та вступив до Сіті-коледжу у віці 14 років, щоб вивчати соціологію. Він приєднався до армії США під час Другої світової війни, його дислокували у Німеччині, а пізніше у Франції, де назавжди оселився після звільнення.
У 1948 році Кляйн вступив до Сорбонни, а пізніше навчався у Фернана Леже. У той час Кляйн цікавився абстрактним живописом і скульптурою. У 1952 році відбулись дві його успішні персональні виставки в Мілані, тоді ж він почав співпрацю з архітектором Анджело Манджаротті. Кляйн також експериментував з кінетичним мистецтвом, і саме на виставці своїх кінетичних скульптур він познайомився з Олександром Ліберманом, артдиректором «Вог».
Він перейшов до фотографії та здобув широку популярність як модний фотограф, працюючи для «Вог» та своїми фотонарисами про різні міста. Попри відсутність формальної освіти фотографа, Кляйн виграв премію Надара у 1957 році за книгу фотографій «Нью-Йорк», зроблену під час короткого повернення до рідного міста у 1954 році. Роботи Кляйна вважалися революційними через його «амбівалентний та іронічний підхід до світу моди», його «безкомпромісну відмову від домінуючих на той час правил фотографії» та його широке використання ширококутних і телеоб'єктивів, природне освітлення та motion blur. Кетрін Норр із «Нью-Йорк таймс» писала, що разом із Робертом Франком Кляйна вважають «батьком вуличної фотографії, одним із тих неоднозначних компліментів, які класифікують людину, яку важко класифікувати».
Найпопулярніші фотороботи Кляйна: «Gun 1, New York» (1955), «The Holy family on bike» (Рим, 1956), «Cineposter» (Токіо, 1961), «Vogue» (моделі на вулицях Нью-Йорка, Риму та Парижа для журналу «Вог», 1963), «Love on the Beat» (обкладинка альбому Сержа Генсбура, 1984), «Club Allegro Fortissimo» (1990) та «Autoportrait» (книга контактного друку, 1995).

## Кіно
Світ моди був темою для першого повнометражного фільму, знятого Кляйном у 1966 році, «Хто ти, Поллі Маггу?», який, як і два інші його художні фільми, «Містер Свобода» та «Зразкова пара», є сатирою.
Він зняв численні короткометражні та повнометражні документальні фільми, включно з документальним фільмом сінема веріте «Grands soirs et petits matins», документальним фільмом 1964 року «Кассіус Великий», перемонтованим із новими кадрами як «Мухаммед Алі: Найвеличніший» у 1969 році. Він створив понад 250 телевізійних рекламних роликів. Як давній шанувальник тенісу, у 1982 році він зняв документальний фільм «Французи» про Відкритий чемпіонат Франції з тенісу.
Його роботи іноді відкрито критикували американське суспільство та зовнішню політику; кінокритик Джонатан Розенбаум якось написав, що «Містер Свобода» був «можливо, найбільш антиамериканським фільмом, який коли-небудь створювали».

## Смерть
Кляйн помер у Парижі 10 вересня 2022 року у віці 96 років.

## Фільмографія

### Документальні фільми
- Бродвей у світлі (1958). Дослідження нічного Бродвею.
- Неприємності кровообігу (1962). Паризькі пробки для французького телебачення.
- Бізнес і режим (1962).
- Французи та політика (1962).
- Ліонський вокзал (1963).
- Касіус Великий (1964–65). Фільм бою Сонні Лістона з Кассіусом Клеєм у Маямі.
- До універмагів з Симоною Синьйоре (1964).
- Далеко від В'єтнаму (1967). Фільм із фрагментів, наданими Кляйном, Жаном-Люком Годаром, Крісом Маркером, Клодом Лелюшем, Аленом Рене, Йорісом Івенсом та Агньєс Варда.
- Мухаммед Алі: Найвеличніший (1969).
- Панафриканський фестиваль у Алжирі (1969).
- Елдрідж Клівер, Чорна Пантера (1970). Про Елдриджа Клівера, лідера партії Чорних Пантер.
- Голлівуд, Каліфорнія: Опера невдахи" (1977).
- Чудові вечори та ранній ранок (1978). Травень 1968 року в Латинському кварталі Парижа.
- Історія Маленького Річарда (1980).
- Французи (1982). Документальний фільм про Відкритий чемпіонат Франції з тенісу 1981 року.
- Контакти (1983). Кляйн коментує фотографії видатних фотографів.
- Ралентіс (1984).
- Режим у Франції (1984). Документальний фільм про французьку моду.
- Babilée '91 (1992). Відзнятий балет.
- У моді та поза модою (1994).
- Месія (1999). За мотивами ораторії Георга Фрідріха Генделя «Месія» у постановці Марка Мінковського.

### Художні фільми
- Хто ти, Поллі Маггу? (1966). Сатира на світ моди (Приз Жан Віго). З Дороті Мак-Говен, Дельфін Сейріг, Жаком Сейлером, Еліс Сапріч, Філіпом Нуаре, Семі Фрей і Роландом Топором.
- Містер Свобода (1968). Сатира на американський імперіалізм. З Дельфін Сейріг, Джоном Еббі, Дональдом Плезенсом, Жаном-Клодом Друо та Сержем Генсбуром.
- День народження Шарлотти (1974). Короткометражний фільм 8 мм для Паризького кінофестивалю. З Шарлоттою Леві, Роландом Топором і Колін Серро.
- Зразкова пара (1977). Коли соціологія та статистика захоплюють повсякденне життя. З Anémone, Андре Дюссольє, Зук, Жаком Буде, Едді Константіном і Жоржем Декрієром.

## Публікації
- Нью-Йорк . Лондон: Photography Magazine, 1956.
- Життя в Нью-Йорку хороше і добре для вас: Trance Witness Revels.[24][25]
  - Життя в Нью-Йорку хороше і добре для вас: Trance Witness Revels. Éditions du Seuil, 1958.
  - Нью-Йорк 1954–55. Marval, 1995. Нове видання.
  - Життя добре і добре для вас у Нью-Йорку Trance Witness Revels. Книги на Книги 5. Нью-Йорк: Errata Editions, 2010.ISBN 978-1-935004-08-0 . Есе Кляйна, Макса Козлоффа та Джеффрі Ледда.
  - Життя добре і добре для вас у Нью-Йорку Trance Witness Revels. Книги на Книги 5. Нью-Йорк: Errata Editions, 2012.
- Рим. Париж: Éditions du Seuil, 1958 (серія Petite Planète).ISBN 9782812312151.
- Рим: місто та його люди.[26][27][28]
  - Рим: місто та його люди. Нью-Йорк: The Viking Press і Лондон: Vista Books, 1959.
  - Рим: місто та його люди. Париж: Éditions du Seuil, 1959.
- Москва. Корона, 1964. Перше видання.
- Токіо. Корона, 1964. Перше видання.
- Містер Свобода. Korinsha Press, 1970. Перше видання.
- Впритул. Темза і Гудзон, 1989.
- Торіно '90. Федеріко Мотта Editore, 1990.
- Режим вхід і вихід. Seuil, 1994.ISBN 9782020216852.
- Фільми Вільяма Кляйна. Париж: Marval/Maison Europeenne De La Photographie, 1998. Перше видання.ISBN 9782862342634.
- Паріс + Кляйн. Німеччина: Edition Braus, 2002.ISBN 9783899040197.
- MMV ромська. Fendi-Contrasto, Центр Помпіду .ISBN 9788889032817.
- Вільям Кляйн, ретроспектива. Марвал, 2005.
- Рома + Кляйн. du Chêne, 2009.
- Вільям Кляйн: Чорне і світле, ранні тези, 1952—2015. HackelBury Fine Art, 2015.ISBN 978-0957026322.

## Нагороди
- 1957: Премія Надара за «Нью-Йорк»[29].
- 1967: Приз Жана Віго за «Поллі Маггу»[30].
- 1988: Культурна нагорода Німецького товариства фотографії (DGPh)[31].
- 1990: Премія Гасселблада[32][33].
- 1999: Столітня медаль і почесне членство (HonFRPS) від Королівського фотографічного товариства[34].
- 2012: Нагорода за видатний внесок у фотографію, Sony World Photography Awards[35].

## Виставки
- 2013: Без компромісів: Кіно Вільяма Кляйна, Музей мистецтв і дизайну, Нью-Йорк. Ретроспектива документального кіно Кляйна[36][37].
- 2017: Вільям Кляйн: Фотографії та фільми, C/O Berlin, Берлін[38]
- 2022: Вільям Кляйн: ТАК: Фотографії, картини, фільми, 1948—2013, Міжнародний центр фотографії, Нью-Йорк, 3 червня — 15 вересня 2022[15]

## Колекції
Роботи Кляйна зберігаються в такій публічній колекції:
- Державний музей Амстердама